# Hilda Körner
Hilda Körner (* 23. Mai 1920 in Uetersen; † 20. Mai 1995 in Hamburg) war eine deutsche Grafikerin und Malerin.

## Karriere
Hilda Körner war das zweite Kind von Hermann und Martha Körner (geborene Klüver). Nach dem Abschluss der Mittelschule begann sie 1936 eine Lehre bei der Uetersener Bank und war dann von 1939 bis 1942  Angestellte bei der Luftwaffe im Fliegerhorst Pardubitz. Von 1942 bis April 1944 arbeitete sie als Kontoristin in einem Ingenieur-Büro in Hamburg, im April 1944 begann sie ein Studium an der Landeskunstschule bei Prof. Helms. Nach einem Semester unterbrach sie das Studium und nahm für die nächsten 7 Monate eine Beschäftigung als technische Zeichnerin bei Blohm + Voss an. 1946 bewarb sie sich erneut erfolgreich an der Landeskunstschule Hamburg, der heutigen Hochschule für Bildende Künste und studierte bei Alfred Mahlau freie Grafik u. a. mit Horst Janssen, Nils Dorén und Günter Schlottau. Im Studium lernte Lothar Walter kennen, den sie 1959 heiratete. Schon im Studium erhielten beide durch Mahlaus Vermittlung erste Aufträge, etwa der Firma Schwartau. Das Paar unternahm ab 1952 viele Auslandsreisen, vor allem nach Italien und Südfrankreich. Ab 1953 bot sie regelmäßig einen privaten Malkurs jeden Donnerstag in ihrem Atelier am Mittelweg an. Der wohl umfassendste Teil von Hilda Körners gebrauchsgrafischem Werk sind Merian-Karten: 32 Jahre lang entwickelte sie jeden Monat eine.

## Werk
- 1947–1949: Illustrationen von Neues Hamburg – Zeugnisse vom Wiederaufbau der Hansestadt. Illustration des Kinderbuchs Bi-ba Butzemann.
- 1949: Erste Werbebroschüren, u. a. für Schwartau
- 1953: Grafische Betreuung der ersten Internationale Gartenbau-Ausstellung
- 1956: Spielzeug-Glasfenster für das Altonaer Museum, zusammen mit Lothar Walter, Gestaltung des Programms für das Deutsche Schauspielhaus und die Innenausstattung neuer Schiffe
- 1958–1961: Bemalung von Porzellantellern der Firma Uhlenhorst, verlittelt durch Alfred Mahlau
- ab 1962: Entwurf und Umsetzung von Merian Karten, 32 Jahre lang 1 pro Monat[5]
- 1968–1987: Malunterricht, neben ihrer eigenen Schule auch in der Alsterdammschule und Volkshochschule
- 1968: Wandbilder für MS Hamburg der Deutschen Atlantiklinie
- 1970er Jahre: Puppenzeichnungen und -buch
- 1991: „Köpfe-Buch“, freie Arbeiten
- 303 ihrer Arbeiten werden in der Sammlung des Museum für Kunst und Gewerbe Hamburg bewahrt. Einige frühe Arbeiten –   entstanden vor 1946 – befinden sich im Museum Langes Tannen in Uetersen.

## Ausstellungen
- 1951–1987: Teilnahme an Gruppenausstellungen der Klasse Alfred Mahlau
- 1959: Dreizehn Jahre Klasse Alfred Mahlau, Museum für Kunst und Gewerbe Hamburg
- 1982: Alfred Mahlau und seine berühmte Schüler, Kunsthaus Hamburg
- 1992: Köpfe und Keramik, Meisterwerkstatt der Kellinghusener Fayencen in Kellinghusen
- 2006/2007: Hilda Körner und Lothar Walter – ein Künstlerpaar in Hamburg. Museum für Kunst und Gewerbe Hamburg, 17. November 2006 – 18. Februar 2007
- 2023: The F*word – Guerrilla Girls und feministisches Grafikdesign, Museum für Kunst und Gewerbe Hamburg, 16. Februar – 17. September 2023[6]
- 2023: Wiki Women – Wissen gemeinsam ergänzen, Museum für Kunst und Gewerbe Hamburg, 27. Mai – 24. September 2023[7]